# Václav Luks
Václav Luks (* 14. November 1970 in Rakovník) ist ein tschechischer Cembalist, Hornist, Dirigent, Musikwissenschaftler und Pädagoge, der seit 1995 hauptsächlich im Bereich historische Aufführungspraxis tätig ist.

## Leben
Václav Luks begann seine musikalische Ausbildung am Pilsener Konservatorium in Fächern Horn und Klavier. Nach weiteren Studien an der Akademie der musischen Künste in Prag hatte er eine Anstellung als Hornist beim Westtschechischen Rundfunk und von 1989 bis 1991 am Nationaltheater Prag. Ab 1992 nahm er erneut ein Studium an der Schola Cantorum Basiliensis in der Cembaloklasse von Jörg-Andreas Bötticher auf, Generalbassunterricht erhielt er bei Jesper Bøje Christensen und 1997 erhielt er das Solistendiplom. Von 1996 bis 1999 lehrte Luks Generalbass an der Prager Akademie und von 2001 bis 2003 hatte er einen Lehrauftrag an der Musikhochschule in Leipzig inne. Seit 2013 lehrt er Chorleitung an der Hochschule für Musik Carl Maria von Weber in Dresden. Luks ist Juror bei verschiedenen Alte Musikwettbewerben, so beim „Schmelzer-Wettbewerb Melk“.
1990 gründete er in Prag das Barockorchester Collegium 1704, das ab 2005 mit dem zu diesem Zeitpunkt ins Leben gerufene „Collegium vocale 1704“ eine professionelle Struktur erhielt; so wurde es möglich, größere Vokalwerke wie beispielsweise die Bach-Passionen aufzuführen.
Luks spielte Naturhorn in der Akademie für Alte Musik Berlin und ist einer der Gastdirigenten des La Cetra Barockorchester Basel. CD-Einspielungen machte er für die Labels „Zig-Zag Territoires“, „Supraphon“, „Arta“ oder „Pan Classics“. Ein Schwerpunkt in seinem Schaffen ist das Aufführen der Werke böhmischer Komponisten wie Jan Dismas Zelenka, Antonín Reichenauer, Josef Mysliveček oder Georg Anton Benda. Bei den französischen Alte-Musik-Festivals, dem Festival de Sablé in Sablé-sur-Sarthe, Festival de La Chaise-Dieu, Festival de Musique de Sully, aber auch beim Prager Frühling oder als „Artist in Residence“ beim „Svatováclavského hudebního festivalu“ (St. Wenzel Festival) in Ostrava, trat Luks als Gastmusiker auf. Mehrfach war er mit seinem Ensemble Gast bei den Salzburger Festspielen. 2014 war er mit dem Collegium 1704 Artist in residence beim Festival Oude Muziek Utrecht.